# Metoksipropan
Metoksipropan (metil propil etar) je etar koji je svojevremeno korišten za opštu anesteziju. On ja prozračna bezbojna zapaljiva tečnost sa tačkom ključanja od 38,8 °.
Metoksipropan je u prodaji pod imenima Metopril i Neotil. On je korišten kao alternativa dietil etru zbog njegove veće potentnosti. Halogenisani etri su preuzeli njegovu ulogu u anesteziji, jer su manje zapaljivi.